# USS New Hampshire (SSN-778)
Pour les autres navires du même nom, voir USS New Hampshire.
L’USS New Hampshire (SSN-778) est un sous-marin nucléaire d'attaque de classe Virginia de l'United States Navy. Il est en service depuis 2008.

## Incident du 13 mars 2011
Le 13 mars 2011, lors d'une mission sous la calotte glaciaire de l'Arctique, le New Hampshire a subi une panne de générateur d'oxygène. Le navire a alors dû faire surface. United Technologies Corp, la société chargée de la construction du générateur d'oxygène, a par la suite fait remplacer les pièces du sous-marin en cause.